# Fitotecnia
Fitotecnia é a técnica de estudo das plantas, é uma matéria ministrada principalmente na grade de engenharia agronômica. Dentro dessa matéria alguns professores também englobam a taxonomia. Como exemplo disso, toda planta tem seu nome em latim e uma classificação. A anatomia vegetal se preocupa em estudar a forma e estrutura dos vegetais, com as técnicas de microhistologia que permite identificar a composição botânica.
A Fitotecnia é a técnica de estudo das plantas. A produção vegetal está relacionada com as técnicas de estudo e a propagação vegetativa. Por isso, faz-se necessário os conhecimentos de anatomia vegetal, quando se trata da propagação vegetativa, pois a identificação dos aspectos estruturais é importante para o sucesso da propagação, a qual depende da regeneração de tecidos vegetais.